# Reward
Reward – obszar niemunicypalny w hrabstwie Kern, w Kalifornii, w Stanach Zjednoczonych. Leży na wysokości 389 m.
Poczta w Reward została otwarta w 1909 roku, a zamknięta w 1937.